# 缶サット甲子園
缶サット甲子園（かんさっとこうしえん）は、高校生によるCanSatのコンテストである。2005年から宇宙甲子園の一環として開催され、2008年以降、缶サット甲子園として開催されており、毎年8月に開催される。国内で開催される高校生を対象とした競技のいわば「甲子園」に相当する競技会で出場校は地区予選を勝ち抜いたチームが全国から集結する。優勝チームにはアメリカ合衆国ネバダ州ブラックロック砂漠で開催される国際大会であるARLISSへの出場権が与えられる。

## 概要
CanSatの開発、製造を通じて実践的な知識や経験を習得し、切磋琢磨することによって技術・技能水準の向上を図り、参加者間の交流を促進し、次代を担う技術者を育成することを企図する。
CanSatの開発、打ち上げの過程を通して自己研鑽、問題解決力の習得が図られる。
参加者達は高校生ではあるものの、インターネットを通して入手した技術や手法を貪欲に吸収・反映することにより上位入賞のチームは大学宇宙工学コンソーシアムの主催する大学生や大学院生達のCanSatに遜色ない水準に達している。上位入賞者は推薦入学でも有利になり、参加者達の一部は大学に進学後も競技を続ける者もいる。
他の技術系競技の参加校では工業系の高校の参加、上位入賞が多いが、この競技に関しては例外的に普通科、進学校の参加、上位入賞の割合が多いのが特徴である。2023年度は36校が参加した。

## 運営
主催は「理数が楽しくなる教育」実行委員会。この他にJAXA宇宙教育センターや企業・大学が共催や協力に入る事もある

## 競技内容

### 審査
- 機体審査
- プレゼンテーション審査（打上げ前）
- モデルロケットによる打上審査
- プレゼンテーション審査（打上げ後）

### ミッション
高度約400ｍまでロケットで打ち上げていたが、近年はロケットのサイズが変更され約100ほど打ち上がる。キャリア放出後慣性飛行してCanSatを放出後、パラシュートを展開して帰還する。各々のチームが設定したミッションに応じて、降下中に地上の景色を搭載したカメラで撮影する、飛行中の加速度、方位、気圧、GPSで座標をサンプリングなどを行う。

### 缶サットの規定[1]
- 缶サット本体は外径 φ68mm 以下、高さ 124mm 以下とする[注釈 1]。
- 必ずパラシュートなどの回収機構（減速装置）を取り付けること。
- 缶サット本体及びパラシュート等減速装置の総重量は250g以上300g以下とする。
- 缶サットおよびパラシュート等減速装置を搭載するキャリアの内寸（内径76mm以下、全長175mm以下）に余裕を持って収まる大きさとすること。
- 缶サットおよび付属品の落下速度は5m/s以上10m/s以下とする。

## 地区予選
参加校が増えた事により、2010年の第3回大会より地方大会が開催される。
括弧内は各地区の枠数
2015年大会
- 東北大会（1）
- 関東大会（7）
- 中部東海大会 (10)
- 近畿大会（6）
- 九州大会（4）

2012年大会
- 北海道大会（1）
- 関東大会（3）
- 和歌山大会（4）
- 九州大会（2）

2023年大会
- 和歌山地方大会（10）
- 「ふくい缶サットグランプリ」（8）
- 岐阜地方大会（8）
- 九州地方大会（3）
- 関東地方大会（3）
- 沖縄地方大会（4）

## 競技成績
- 参加校数の（　）内は地方大会も含めた全参加校数。
- 表彰制度は、サイエンス賞やプレゼンテーション賞などもある。

| 回     | 開催日程                | 開催地             | 参加校数 | 優勝                     | 準優勝                                            | 土岐賞（技術賞）         | 備考          |
| ------ | ----------------------- | ------------------ | -------- | ------------------------ | ------------------------------------------------- | ------------------------ | ------------- |
| 第1回  | 2008年                  | 秋田県秋田市       | 8（-）   | 慶應義塾高等学校         |                                                   |                          |               |
| 第2回  | 2009年                  | 秋田県秋田市       | 10（-）  | 佐賀県立武雄高等学校     |                                                   |                          |               |
| 第3回  | 2010年                  | 秋田県秋田市       | 12（17） | 和歌山県立桐蔭高等学校   |                                                   |                          |               |
| 第4回  | 2011年8月5日-7日        | 東京都伊豆大島     | 11（21） | 佐賀県立唐津東高等学校   | 北海道札幌琴似工業高等学校 和歌山県立桐蔭高等学校 |                          |               |
| 第5回  | 2012年8月3日-5日        | 和歌山県和歌山市   | 10（28） | 和歌山県立日高高等学校   | 法政大学第二高等学校                              |                          |               |
| 第6回  | 2013年8月2日-4日        | 北海道赤平市       | 11（32） | 佐賀県立唐津東高等学校   | 法政大学第二高等学校                              |                          |               |
| 第7回  | 2014年8月17日-19日      | 秋田県能代市       | 10（43） | 法政大学第二高等学校     | 和歌山県立桐蔭高等学校                            | 敬愛高等学校             | [ 3 ]         |
| 第8回  | 2015年8月11日-13日      | 秋田県秋田市       | 10（28） | 佐賀県立唐津東高等学校   | 和歌山県立桐蔭高等学校                            |                          | [ 4 ]         |
| 第9回  | 2016年8月17日-19日      | 秋田県能代市       | 11（）   | 法政大学第二高等学校     | 和歌山県立桐蔭高等学校                            |                          | [ 5 ]         |
| 第10回 | 2017年8月27日-29日      | 千葉県船橋市       | 11（31） | 法政大学第二高等学校     | 和歌山県立桐蔭高等学校                            | 岐阜県立可児工業高等学校 | [ 6 ]         |
| 第11回 | 2018年10月6日-8日       | 和歌山県和歌山市   | 10（）   | 和歌山県立桐蔭高等学校   | 岐阜県立可児工業高等学校                          | 岐阜県立可児工業高等学校 | [ 7 ]         |
| 第12回 | 2019年10月13日-14日     | 岐阜県岐阜市       | 10（32） | 法政大学第二高等学校     | 兵庫県立尼崎工業高等学校                          | 岐阜工業高等専門学校     | [ 8 ]         |
| 第13回 | 2021年3月14日,26日      | 千葉県(オンライン) | 10（）   | 兵庫県立尼崎工業高等学校 | 和歌山県立桐蔭高等学校                            | 岐阜工業高等専門学校     | [ 9 ]         |
| 第14回 | 2022年3月22日,25日,31日 | 千葉県(オンライン) | 14（）   | 岐阜工業高等専門学校     |                                                   |                          | [ 10 ]        |
| 第15回 | 2023年3月12日           | 千葉県(オンライン) | 15（）   | 法政大学第二高等学校     | 栃木県立栃木高等学校 千葉県立東葛飾高等学校       |                          | [ 11 ]        |
| 第16回 | 2024年2月11日           | 鹿児島県肝付町     | 11（36） | 法政大学第二高等学校     | 尼崎市立尼崎双星高等学校                          |                          | [ 12 ] [ 13 ] |
| 第17回 | 2025年2月22日、23日     | 和歌山県和歌山市   | 10（）   | 尼崎市立尼崎双星高等学校 | 法政大学第二高等学校                              | 甲陽学院高等学校         | [ 14 ]        |